# Bloc Ioulia Tymochenko
Le Bloc Ioulia Tymochenko (en ukrainien : Блок Юлії Тимошенко, abrégé en BIouT) est une coalition de partis politiques ukrainien de centre droit, fondée en 2001 et disparue en 2012. La dirigeante de la coalition était Ioulia Tymochenko, cheffe de l'Union panukrainienne « Patrie », principal parti de la coalition.

## Historique

### Création
Le BIouT naît en novembre 2001, lors de la présidence de Leonid Koutchma. 
Cette coalition regroupe à l'origine cinq partis :
- Parti des réformes et de l'ordre
- Parti social-démocrate ukrainien
- Union panukrainienne « Patrie »
- Parti patriotique d'Ukraine
- Parti républicain ukrainien « Ensemble »

Le but de cette coalition est de former une opposition unie et organisée contre le régime Koutchma, qui dirigeait l'Ukraine depuis 1994. En outre, le BIouT accuse le président Koutchma et son gouvernement de corruption, et de crimes à l'égard de la liberté d'expression (scandale des cassettes).
Lors des élections législatives de 2002, le BIouT est crédité de 7,26 % des voix et obtient 21 députés sur 450 (en Ukraine, les élections législatives sont proportionnelles). Ce score ne lui permet pas d'acquérir une majorité, ni de peser dans les décisions politiques.

### Révolution orange
Lors de l'élection présidentielle ukrainienne de 2004, les partis d'opposition au gouvernement décident de s'unir. Le candidat choisi par l'opposition est Viktor Iouchtchenko. Durant la campagne présidentielle, Ioulia Tymochenko sera le second de Viktor Iouchtchenko, et l'accompagnera dans chacune de ses manifestations.
Lorsque la révolution orange réussit, et amène Viktor Iouchtchenko au pouvoir, la leader du BIouT, Ioulia Tymochenko, est nommée Première ministre le 24 janvier 2005.

### Rupture avec Iouchtchenko
Lorsque Ioulia Tymochenko est nommée au poste de Premier ministre, des discordances avec le groupe parlementaire Notre Ukraine - Autodéfense populaire (présidentiel) apparaissent dans les mois qui suivent. Le BIouT accuse le président de corruption, et de ne pas assez s'investir dans les privatisations. En outre, ce dernier point provoque la rupture définitive entre les deux groupes, et Ioulia Tymochenko est limogée le 8 décembre 2005. C'est le début de la traversé du désert de Ioulia Tymochenko, qui décide de mener campagne seule.

### Élections législatives de 2006
Lorsque les résultats des élections sont connus, le BIouT remporte à la surprise générale 23 % des voix (soit seize points de plus qu'en 2002), et devient le second groupe parlementaire après le Parti des régions. A contrario, Notre Ukraine[Lequel ?] fait un faible score, ce qui fragilise beaucoup la position du président. Portant toujours son étiquette de parti pro-occidental, Ioulia Tymochenko se résout à former une nouvelle coalition entre le BIouT, Notre Ukraine, et le Parti socialiste d'Ukraine. Malheureusement, les tensions persistent entre les membres de la coalition, et plusieurs problèmes internes empêchent la nomination de Ioulia Tymochenko comme Premier ministre. Après seulement quelques semaines d'existence, la nouvelle coalition orange s'effondre. Par la suite, Viktor Ianoukovytch redevient Premier ministre, et le BIouT entre à nouveau dans l'opposition. Le BIouT soutiendra la mise en place d'élections législatives anticipées présentées par le président en mai 2007.

### Élections législatives de 2007
Lorsque les résultats définitifs sont connus, le BIouT a encore fait une très grande percée dans le parlement. Il est crédité de 30,7 % des voix (soit huit points de plus par rapport à 2006), et talonne de seulement trois points le parti pro-russe de Viktor Ianoukovytch.
Une nouvelle coalition est formée entre la BIouT et Notre Ukraine, et Tymochenko est désignée comme Premier ministre. Mais lors de sa ratification par les députés le 11 décembre 2007, Ioulia Tymochenko n'obtient pas les voix nécessaires pour redevenir Premier ministre. Il faudra attendre une deuxième élection, le 18 décembre, pour que la leader du BIouT redevienne de nouveau Premier ministre d'Ukraine. La nouvelle coalition comporte 156 députés du BIouT, et 72 députés de Notre Ukraine, soit une majorité très mince (228 députés sur 450).

### Dissolution
Fin 2011, une loi interdit la participation des coalitions aux élections législatives. Cette mesure entraîne peu après la disparition du Bloc Ioulia Tymochenko.

## Doctrine

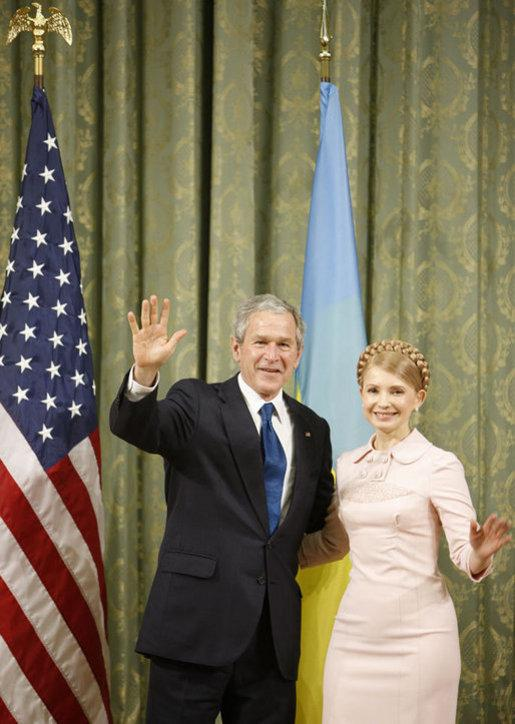
Ioulia Tymochenko en 2008 avec l'ancien président américain George W. Bush.

### Programme
Le Bloc Ioulia Tymochenko s'inscrit dans la lignée des partis politiques ukrainiens dits pro-occidentaux, ou oranges. 
Le programme du BIouT comporte plusieurs points clés :
- La lutte contre la corruption d'État. En effet l'Ukraine, comme tous les pays de l'ancien bloc communiste, souffre aujourd'hui de manière très préoccupante de la corruption au sein de l'État. Ce thème permanent de campagne a été dirigé tout d'abord contre le régime Koutchma, puis contre la gouvernance du pays de l'ancien président d'Ukraine, Viktor Iouchtchenko.
- La transparence politique. Le BIouT veut rompre avec l'ancienne habitude communiste qui plaçait les dirigeants politiques dans une sorte d'aura intouchable, où chaque décision était soumise au secret d'État.
- Libéralisation de l'économie. D'appartenance de centre-droit, le BIouT a d'ores et déjà lancé de grandes réformes de libéralisations et de privatisations. Ces projets sont vivement critiqués par l'opposition pro-russe qui préfère que l'économie ukrainienne reste sous le contrôle partiel de l'État.
- Intégration à l'Union européenne et à l'OTAN. Le BIouT, tout comme Notre Ukraine[Lequel ?], souhaite que l'Ukraine soit membre de l'UE et de l'OTAN à long terme, et à court terme, un membre privilégié des deux alliances.
- Indépendance énergétique vis-à-vis de la Russie. La crise gazière avec Gazprom de janvier 2006 a montré à quel point l'Ukraine devait faire attention à ses relations avec la Russie. Outre la diversification du marché énergétique ukrainien (privilégier l'achat du gaz turkmène), le BIouT propose en parallèle de faire pression sur la Russie en y augmentant le coût du transit du gaz par l'Ukraine.
- Rompre définitivement avec l'ingérence russe. Le BIouT souhaite avoir une Ukraine politique forte, et plus indépendante des décisions de Moscou. Par-exemple, cela s'est déjà montré par le non-positionnement de l'Ukraine dans l'indépendance du Kosovo, alors que la Russie y était farouchement contre.

## Résultats électoraux

### Élections présidentielles
| Année | Candidat                     | Premier tour                 | Premier tour                 | Premier tour                 | Second tour                  | Second tour                  | Second tour                  |
| Année | Candidat                     | Voix                         | %                            | Rang                         | Voix                         | %                            | Rang                         |
| ----- | ---------------------------- | ---------------------------- | ---------------------------- | ---------------------------- | ---------------------------- | ---------------------------- | ---------------------------- |
| 2004  | soutient Viktor Iouchtchenko | soutient Viktor Iouchtchenko | soutient Viktor Iouchtchenko | soutient Viktor Iouchtchenko | soutient Viktor Iouchtchenko | soutient Viktor Iouchtchenko | soutient Viktor Iouchtchenko |
| 2010  | Ioulia Tymochenko            | 6 159 829                    | 25,05                        | 2e                           | 11 593 340                   | 45,47 %                      | 2d                           |

### Élections législatives

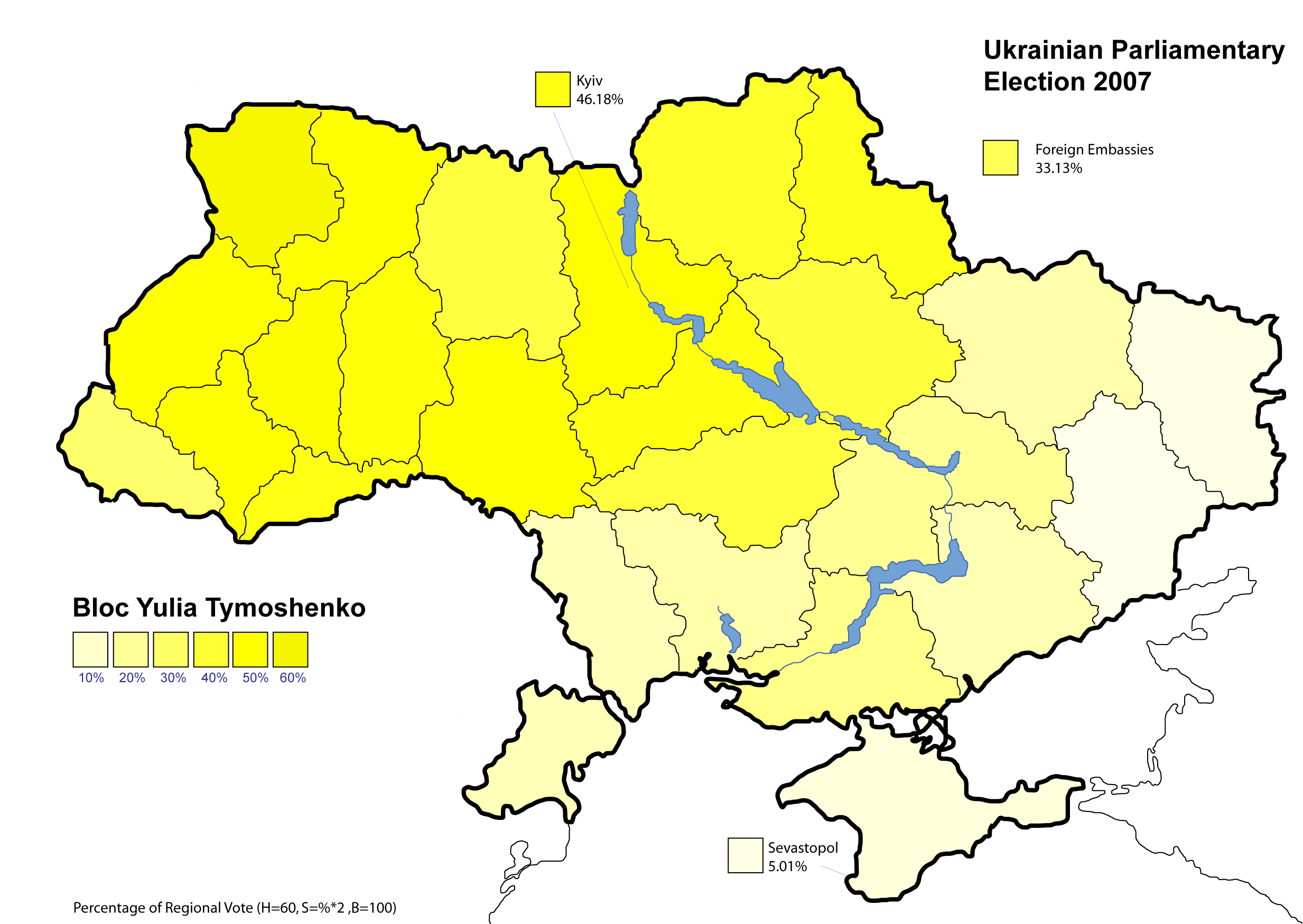
Résultat du BIouT lors des élections législatives de 2007.

| Année | %     | Mandats   | Rang | Gouvernement                                                        |
| ----- | ----- | --------- | ---- | ------------------------------------------------------------------- |
| 2002  | 7,26  | 22 / 450  | 4e   | Opposition (2002-2005), Tymochenko I (2005), opposition (2005-2006) |
| 2006  | 22,29 | 129 / 450 | 2e   | Opposition                                                          |
| 2007  | 30,71 | 156 / 450 | 2e   | Tymochenko II (2007-2010), opposition (2010-2012)                   |